# Provincia marítima de Palamós
La provincia marítima de Palamós es una de las treinta provincias marítimas en que se divide el litoral español. Su matrícula es PG y comprende el área desde el río Tordera hasta la frontera con Francia.
Se divide en tres distritos marítimos:
- Blanes: desde latitud 41º 38’.9 N y longitud 2º 46’.5 E (río Tordera) hasta latitud 41º 45’ N y longitud 2º 58’.2 E (punta Salions).
- Palamós' desde latitud 41º 45’ N y longitud 2º 58’.2 E (punta Salions) hasta latitud 42º 05’ N y longitud 3º 12’.2 E (cabo del Castell).
- Rosas:  desde latitud 42º 05’ N y longitud 3º 12’.2 E (cabo del Castell) hasta latitud 42º 26’.4 N y longitud 3º 10’.7 E.